# Павелковщина
Павелковщина (укр. Павелківщина) — село, Широкодолинский сельский совет, Великобагачанский район, Полтавская область, Украина.
Присоединено к селу Бехтерщина в 1986 году .

## Географическое положение
Село Павелковщина примыкает к селу Бехтерщина. По селу протекает пересыхающий ручей с запрудой.

## История
- 1986 — присоединено к селу Бехтерщина [1].